# 特拉法加號驅逐艦
特拉法加號（英語：HMS Trafalgar）是英國皇家海軍的一艘，同時也是第一批戰鬥級大型驅逐艦。她以1805年英軍對法西聯合艦隊取得決定性勝利的「特拉法加海戰」命名。特拉法加號由位於泰恩河畔的斯旺亨特造船廠建造；其於1944年1月12日下水，並於1945年7月23日服役。

## 服役歷程

### 皇家海軍服役
1945年8月，在安東尼·F·普格斯利上校指揮下，特拉法加號作為第19驅逐艦支隊的一員，經地中海部署至遠東（支隊中還包括其姊妹艦）。該支隊在遠東地區執行了多種任務。然而，這次部署時間並不長，翌年驅逐艦連同第19支隊其他艦隻一同經地中海返回英國。返回後，特拉法加號被編入預備役，對身在1950年代其與姊妹艦來說，是常見情況。1953年，仍屬預備役的特拉法加號參加了為慶祝伊莉莎白二世女王加冕所舉行的艦隊檢閱。

### 重啟服役與後期活動
1958年，特拉法加號完成整修後重新服役，成為第7驅逐艦支隊的旗艦，期間曾分別在本土艦隊與地中海艦隊服役 。1961年，在返回英國前不久，她不慎被其姊妹艦、第一驅逐艦支隊的司令艦索爾貝號誤撞，導致返回行程延誤。1962年，特拉法加號與支隊其他艦隻最後一次前往地中海，期間參加了多次海軍演習並進行「展示國旗」訪問。

### 除役與處置
最終，於1963年，特拉法加號，與第7驅逐艦中隊的其他艦隻返回英國並退役，隨後被安置在皇家海軍樸次茅斯海軍基地作為預備役。她最終於1970年6月8日抵達達爾米爾並拆解報廢。

## 後世創作
2025年5月16日，碧藍航線於日版官方推特公告特拉法加號即將上線於遊戲中。

### 資料來源
1. ↑  Pugsley, AF; Macintyre, Donald. . London: Weidenfeld & Nicolson. 1957.
2. ↑  Souvenir Programme, Coronation Review of the Fleet, Spithead, 15th June 1953, HMSO, Gale and Polden
3. ↑  Marriott, Leo. . Ian Allan Ltd. 1989: 75.
4. ↑  アズールレーン公式. . X. @azurlane_staff.   [2025-05-26].